# Новоукраинка (Айыртауский район)
Новоукраинка (каз. Новоукраинка) — село в Айыртауском районе Северо-Казахстанской области Казахстана. Входит в состав Володарского сельского округа. Код КАТО — 593230200.

## Население
В 1999 году население села составляло 1718 человек (825 мужчин и 513 женщин). По данным переписи 2009 года, в селе проживало 1071 человек (893 мужчины и 558 женщин).